# Torre (Corsica)

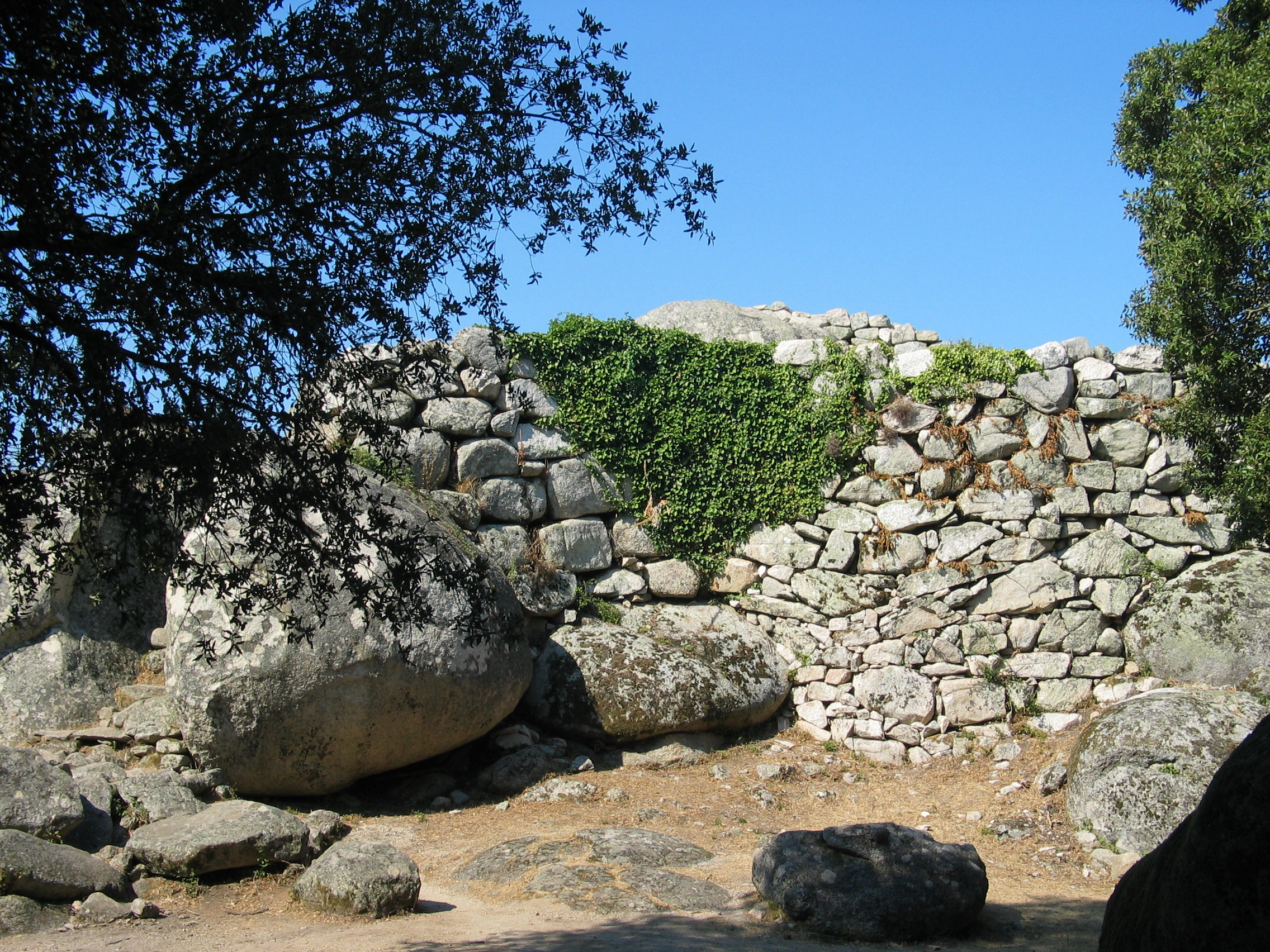
Cucuruzzu

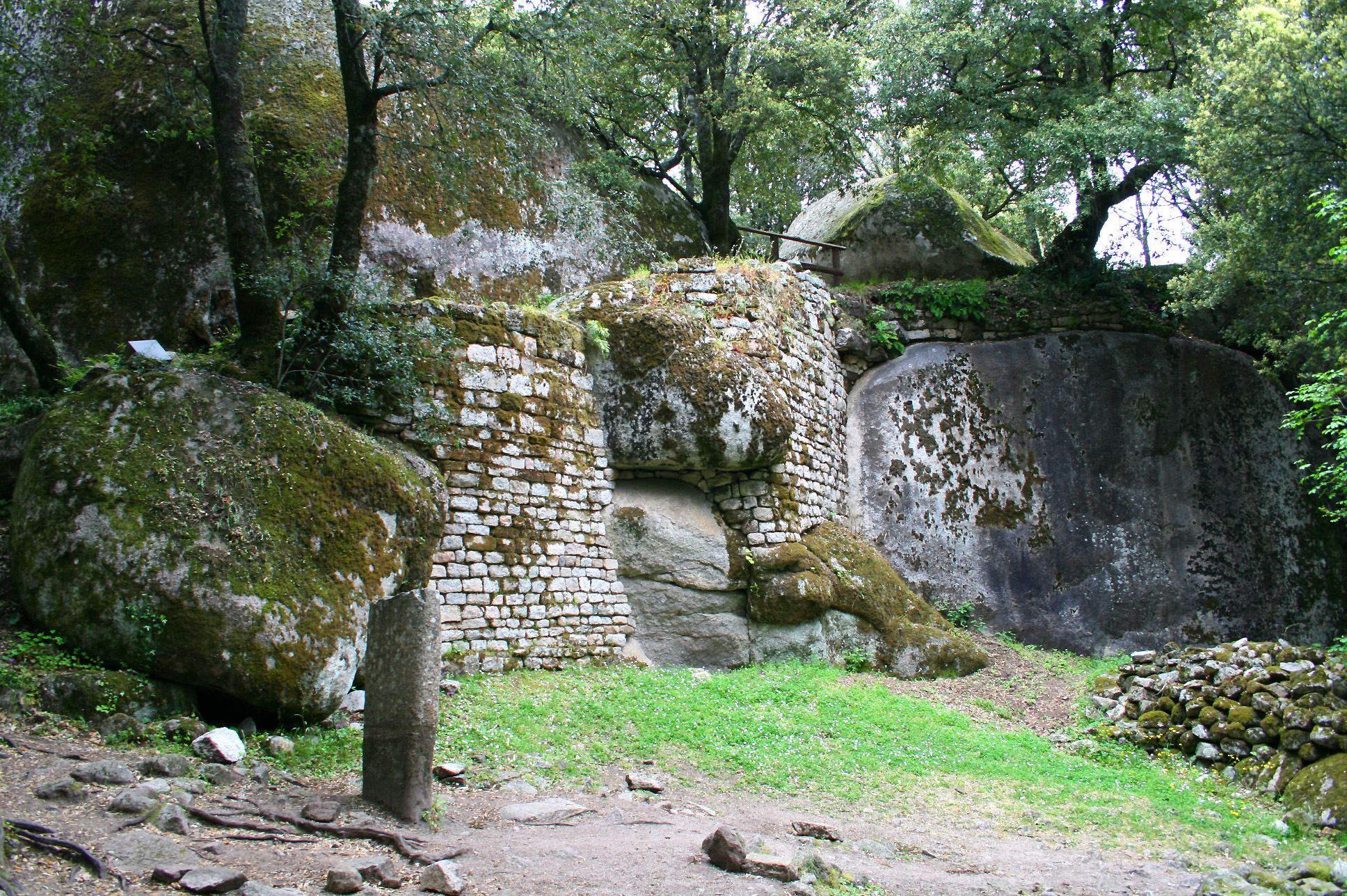
Capula

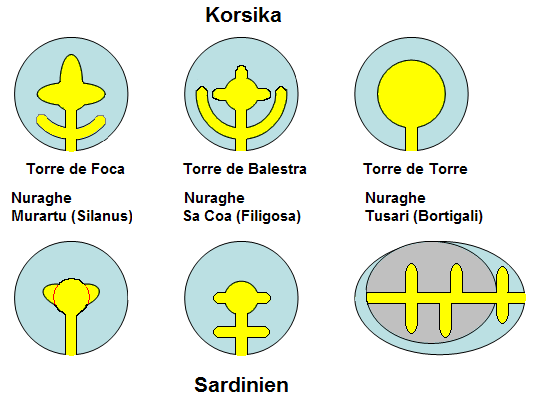
Piante di torri, nuraghi e protonuraghi a confronto

La Torre  è un edificio di grandi pietre dell'età del bronzo (periodo tra il 2200 a.C. e il 1000 a.C. circa.), tipico del sud della Corsica. 
In totale si contano 42 torri in territorio corso più altre 15 (3 di queste nel centro-nord) di cui si ha solo notizia senza una localizzazione certa. Danno il nome alla civiltà torreana.

## Struttura
La struttura a forma di cono senza punta delle torri ricorda un alveare. 
Venivano costruite con blocchi di pietra posti l'uno sopra l'altro a secco, senza l'uso di malta o altri leganti, spesso a partire da rocce naturali. Caratteristici sono i grandi ingressi con architrave e le cavità interne sui lati dei muri, simili a quelle dei nuraghi sardi.

## Funzione
Le torri potrebbero aver avuto uno scopo di sorveglianza del territorio e di difesa. 
All'interno sono stati trovati resti di grano macinato e altri alimenti lavorati e conservati in vasi di creta. A causa della scoperta di ceneri nelle cavità della parte centrale, lo studioso francese Roger Grosjean ipotizzò che la funzione principale delle torri fosse quella di tempio per l'adorazione del fuoco e dei morti.